# Kloster Koutloumousiou

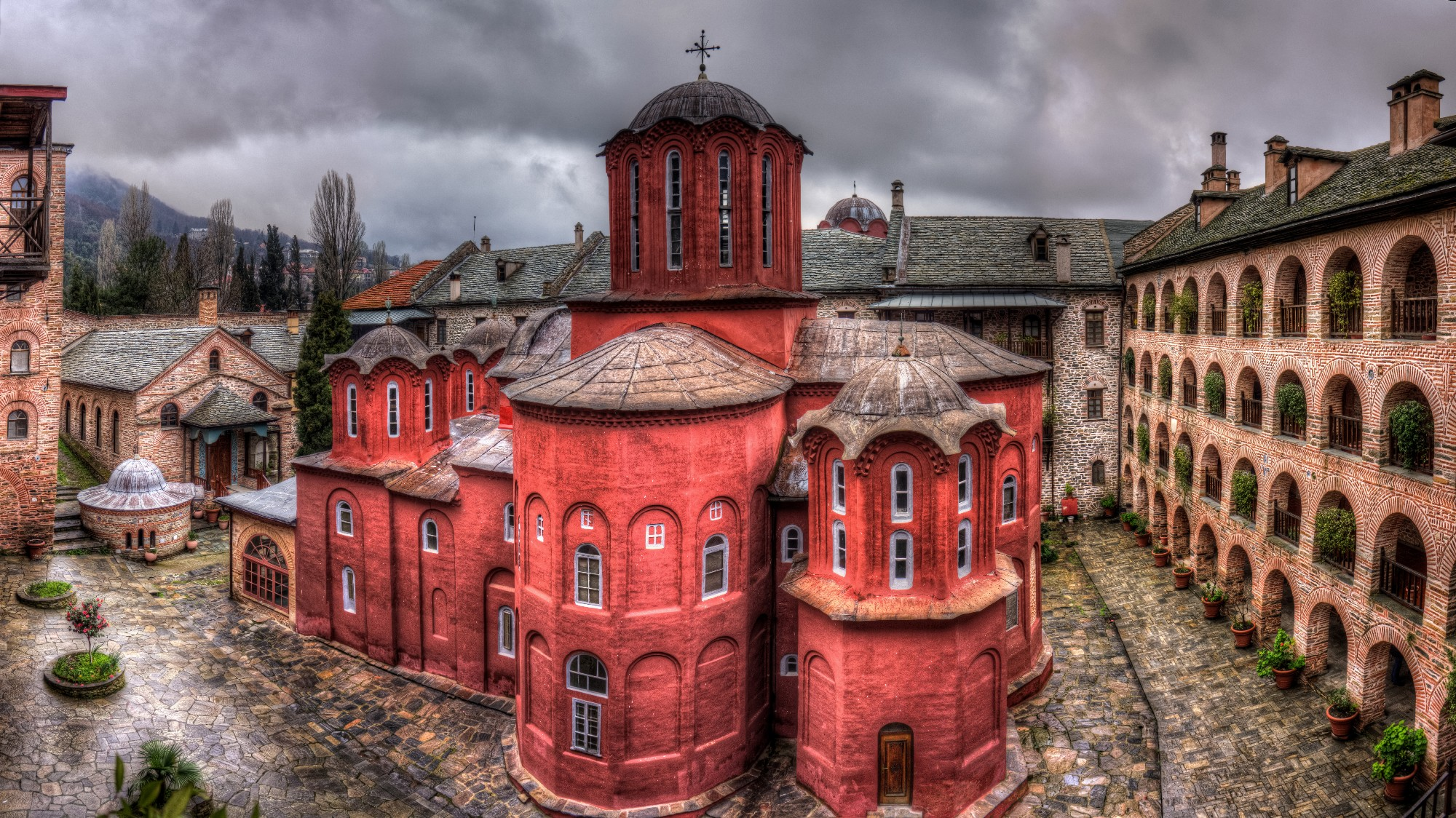
Die Kirche des Klosters

Das Kloster Koutloumousiou (griechisch Μονή Κουτλουμουσίου) ist ein orthodoxes Kloster in der Mönchsrepublik auf der Halbinsel Athos in Griechenland. In der Hierarchie der Athos-Klöster befindet es sich an sechster Stelle. Es ist eines der zwanzig selbstverwalteten Klöster auf Athos und wurde der Verklärung Christi gewidmet.

## Geschichte
Das Kloster wurde vermutlich im 11. Jahrhundert gegründet. Einer Version zufolge war der Gründer des Klosters im 11. Jahrhundert ein Angestellter des Hofes von Suleiman ibn Kutalmiş (1077–1086), dem Begründer des Sultanats von Rum und damit einer neuen seldschukischen Dynastie. Demnach wäre das Kloster nach dem Beinamen von Suleiman benannt, der im Griechischen Koutloumous lautet. Nach einer anderen Version stammte der Gründer aus der klösterlichen Welt Palästinas und flüchtete im 11. Jahrhundert vor der Islamisierung auf den Athos, wobei er das Kloster nach der Grabeskirche benannt haben könnte, welche aus einem alten arabischen Dialekt gräzisiert Koutloumous hieß. Die Grabeskirche ist der Sitz des griechisch-orthodoxen Patriarchen von Jerusalem.
Die erste urkundliche Erwähnung ist auf das Jahr 1169 datiert. Das damalige Nachbarkloster Alypiou wurde 1428 Koutloumousiou unterstellt.
Nach Bemühungen des späteren Abt Chariton von Imbros erhielt das Kloster Zuwendungen aus Bulgarien, Serbien und der Walachei, wodurch es 1534 in der Hierarchie der Athos-Klöster von Stelle 17 von damals 25 Klöstern auf den heutigen Rang aufstieg.
1950 lebte der hl. Paisios vom Berg Athos einige Zeit im Kloster, von 1979 bis 1993 in der Einsiedelei Panagouda des Klosters.

## Galerie

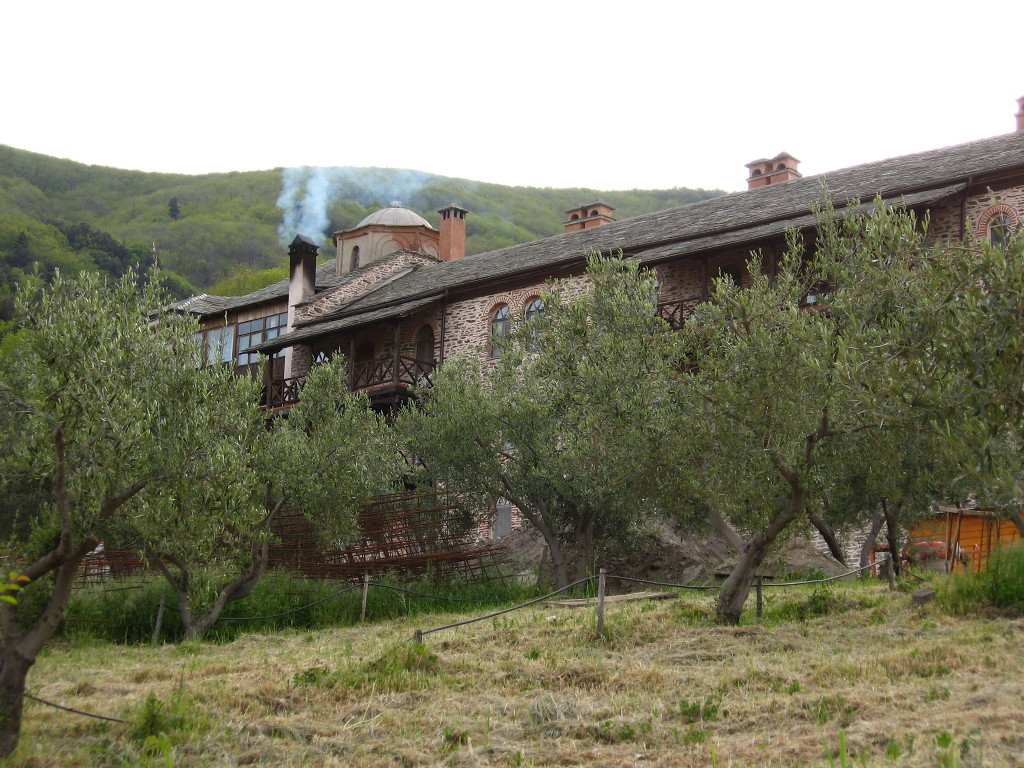
Olivenbäume
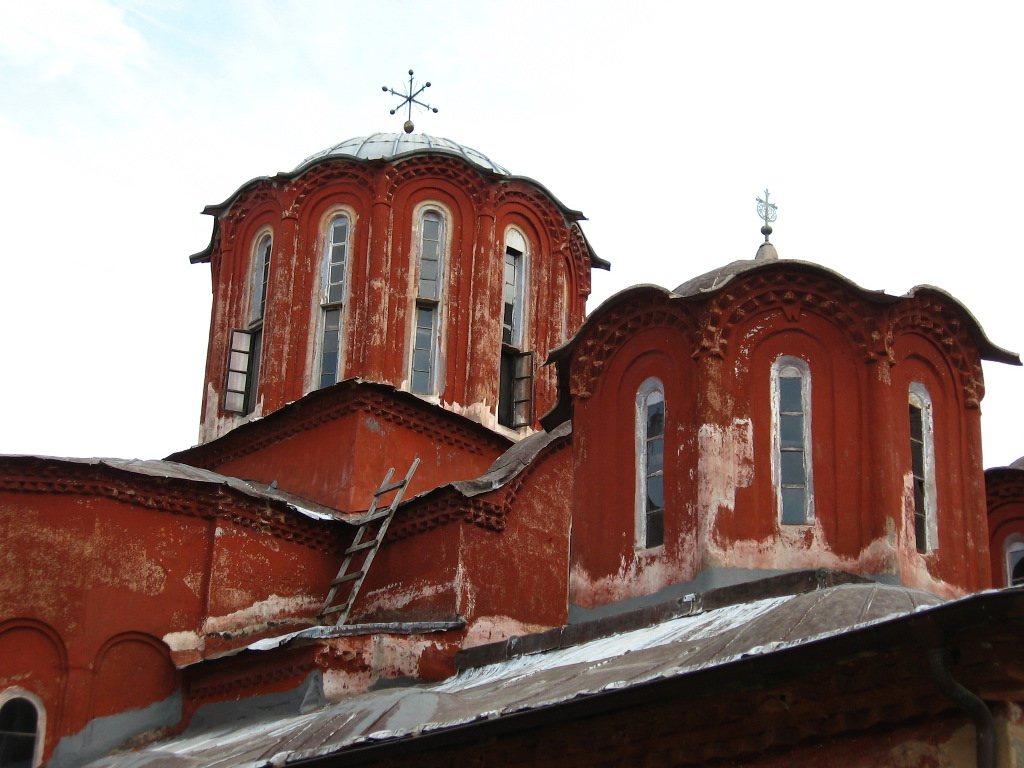
Kirchkuppel
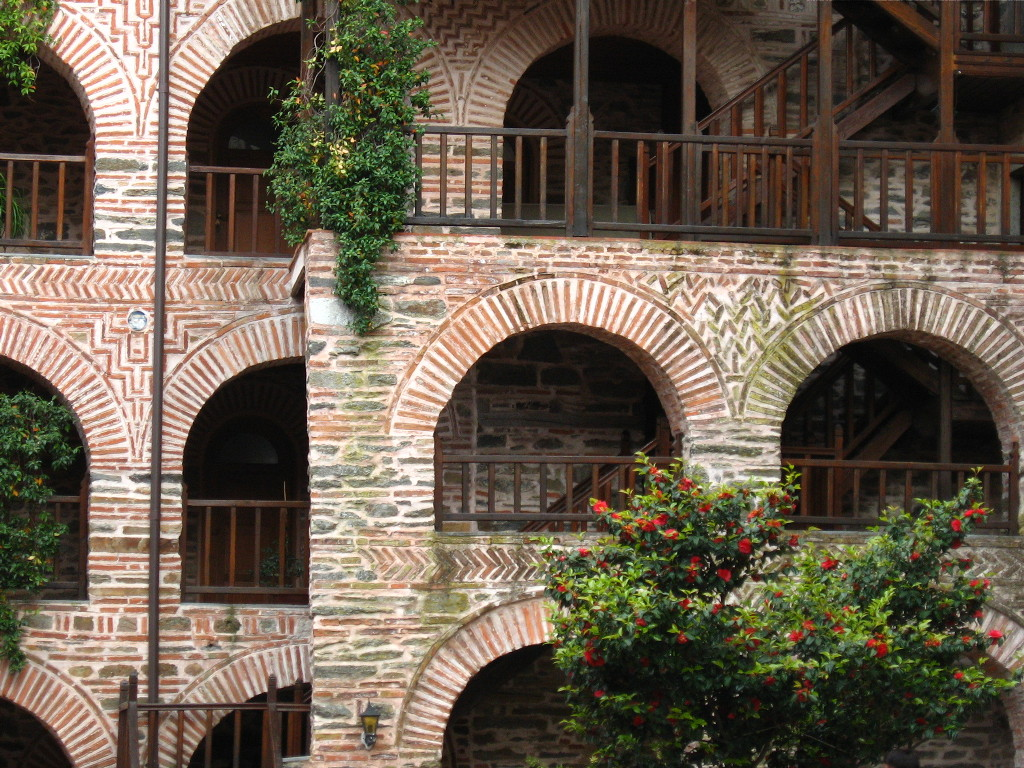
Innenhof
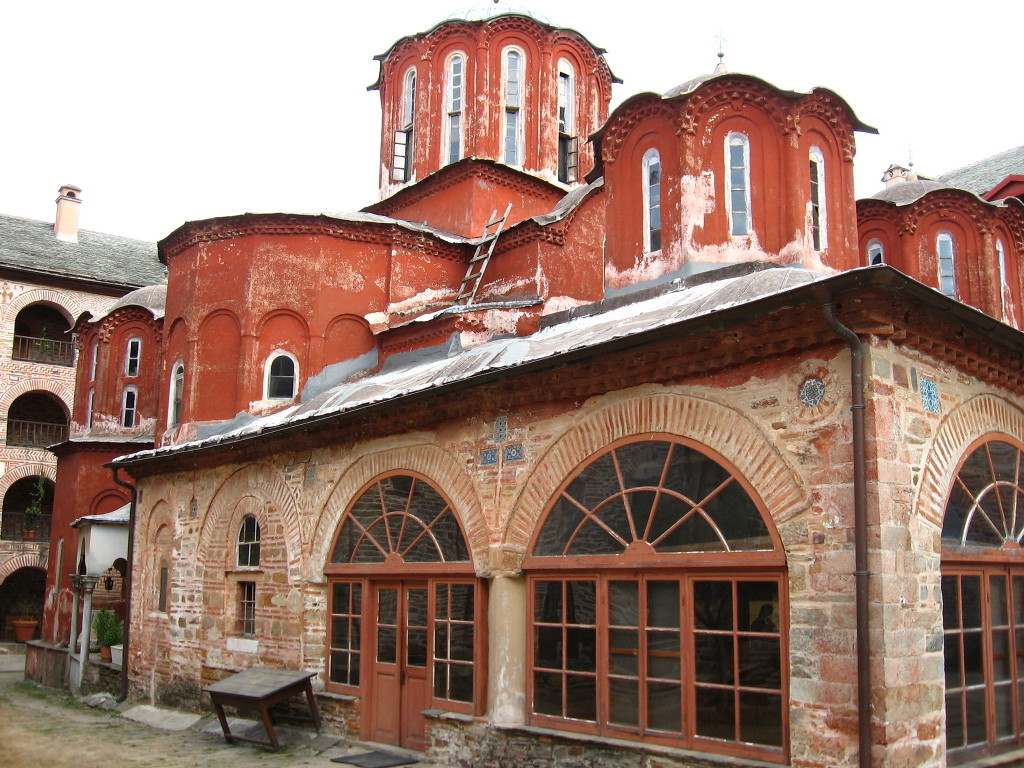
Kirche
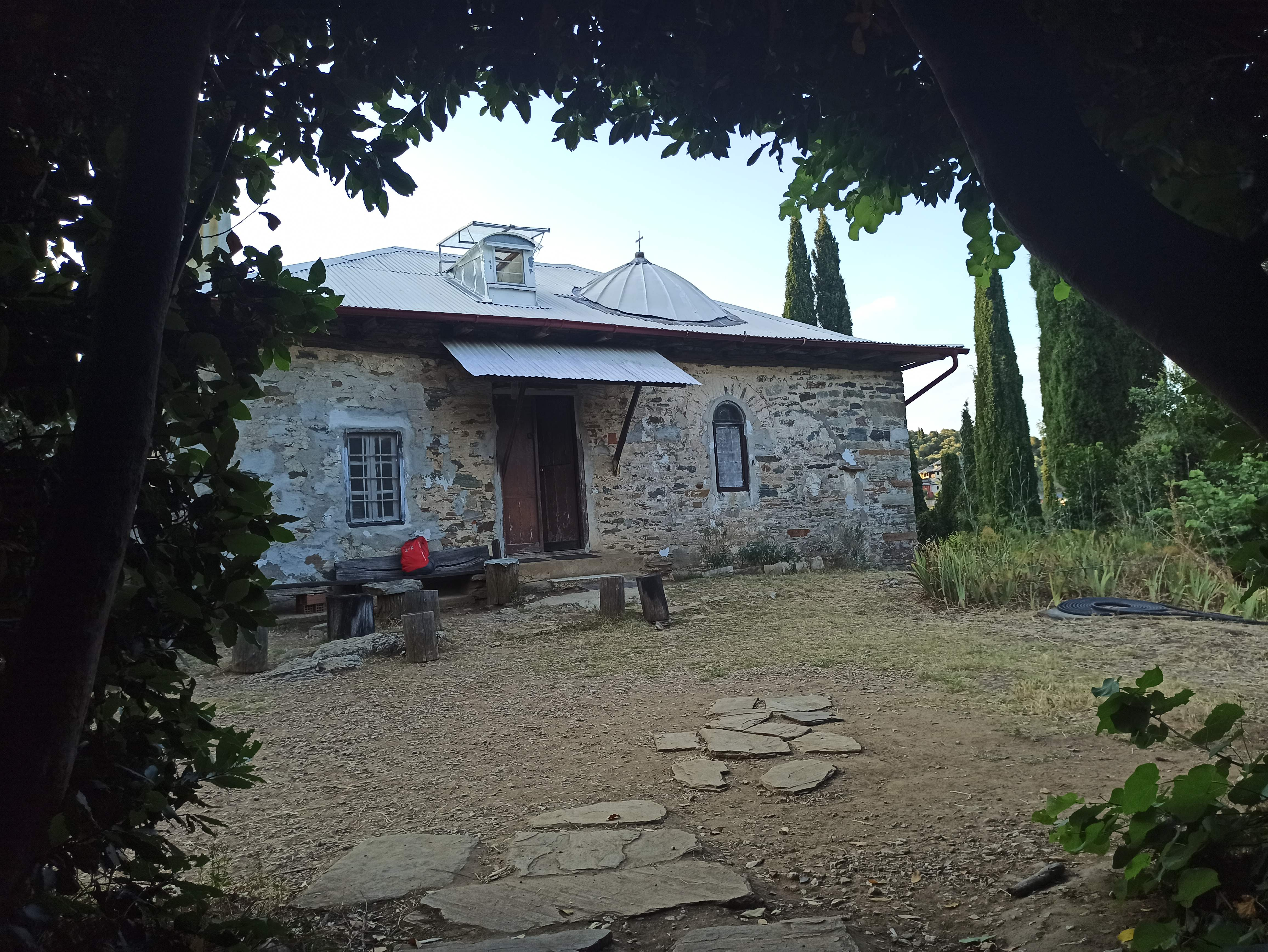
Die Einsiedelei von St. Paisios Panagouda Karyes.